# سفيان حركات
سفيان حركات ، من مواليد 26 جانفي 1984 ، لاعب كرة قدم جزائري.
هو يلعب مع نادي اتحاد عنابة.

## روابط خارجية
- سفيان حركات على موقع قاعدة بيانات كرة القدم.إي يو (الإنجليزية)
- سفيان حركات على موقع Soccerway.com (الإنجليزية)